# Incidente del observador de aves de Central Park
El incidente del observador de aves de Central Park fue una confrontación ocurrida el 25 de mayo de 2020 entre una mujer blanca que paseaba a su perro, Amy Cooper, y un observador de aves negro, Christian Cooper (no relacionados), en una sección de Central Park de Nueva York conocida como The Ramble (La rambla).
Amy Cooper quitó la correa con la que llevaba a su perro en un área donde debía portarla; supuestamente rechazó el apremio de Christian Cooper para que volviera a ponérsela. Y, cuando Christian Cooper le hizo señas al perro para alimentarlo, Amy Cooper gritó "¡No toques a mi perro!" Finalmente llamó al 911 en el momento en que Christian Cooper comenzó a grabarla, pero para cuando los oficiales del Departamento de Policía de la ciudad de Nueva York concurrieron, ambas partes ya se habían ido.
El incidente recibió amplia publicidad cuando un vídeo que mostraba un momento del incidente se volvió viral en las horas posteriores al evento. El 6 de julio de 2020, el fiscal de distrito de Manhattan anunció que Amy Cooper había sido acusada de presentar una denuncia policial falsa, delito menor castigado con una pena de hasta un año de cárcel. La lectura de cargos estaba programada para el 14 de octubre del mismo año.
El incidente coincidió en la fecha del asesinato de George Floyd por parte de los oficiales del Departamento de Policía de Minneapolis, crimen que provocó semanas de protesta en todo el mundo. Varios días antes, tres hombres blancos en Georgia habían sido acusados del asesinato de Ahmaud Arbery el 23 de febrero de 2020.

## Incidente
En la mañana del 25 de mayo de 2020 una mujer blanca llamada Amy Cooper estaba paseando a su perro en un área de Central Park conocida como The Ramble. El escritor y editor de cómics de temática afroamericana, activista y ornitólogo Christian Cooper (no relacionado con Amy Cooper), estaba observando aves allí, y notó que el perro de Amy andaba desatado y deambulaba correteando libremente, pese a la orden de que los perros en esa parte del parque fueran siempre asidos de correa por disposición del Central Park Conservancy, que administra el parque bajo contrato con la ciudad. Christian le pidió a Amy que le pusiera la correa a su perro, y presuntamente ella se negó. Por cuenta suya, Christian dijo: "Mira, si vas a hacer lo que quieres, yo también haré lo que quiero, pero no te va a gustar", y le hizo señas al perro para que se acercara y comiera una galleta de perro. Entonces Amy gritó: "¡No toques a mi perro!" mientras Christian comenzaba a grabar con su teléfono móvil.

### Vídeo
El vídeo de Christian Cooper comienza con Amy Cooper acercándose a él y pidiéndole que deje de grabar, apuntándole con el dedo a la cara. Él le dice: "Por favor, no te acerques a mí". Luego Amy le dice a Christian: "Llamaré a la policía... Les diré que hay un afroamericano que amenaza mi vida". Y acto seguido ella saca su teléfono móvil y comienza a llamar a la policía. Cuando conecta con el operador del 911, le dice: "Hay un afroamericano, estoy en Central Park, me está grabando y me amenaza a mí y a mi perro ¡Envíen a la policía de inmediato!" El video termina con Christian diciéndole "gracias", en el momento en que Amy ata al perro. La policía dijo que, cuando llegaron, ambos ya se habían ido.

## Reacción
La hermana de Christian Cooper publicó el vídeo en su cuenta de Twitter, mientras que Christian lo publicó en su propia página de Facebook. El vídeo de Twitter recibió más de 40 millones de visitas. Las acciones de Amy Cooper en el video fueron ampliamente criticadas. Fue acusada de presentarlo falsamente como un peligro físico inmediato, evocando la presunta "tendencia de las personas y la policía a tratar a las personas negras con sospecha". En el video, Amy fue vista arrastrando a su perro, un Cocker Spaniel, por el collar, lo que aún provocó más indignación. El 25 de mayo, devolvió el perro al refugio animal en el que lo había adoptado dos años atrás y, el 3 de junio, tras una evaluación médica o chequeo realizado por el veterinario del refugio, el perro le fue devuelto. Después de contemplar el vídeo ese día, la empresa empleadora de Amy, Franklin Templeton, la situó en licencia administrativa en espera de una investigación y al día siguiente la despidió de su trabajo como directora de inversión en seguros de la empresa.
En un comentario de Facebook, el presentador de televisión Trevor Noah dijo que la confrontación entre ambos Cooper fue un ejemplo de cómo los estadounidenses blancos y los afroamericanos negros ven y son vistos por la policía de manera diferente. Dijo que este incidente captado en vídeo constataba que los espectadores podían percibir las acciones de Amy Cooper como deliberadas y así se verificaba el trato desigual de la policía a los ciudadanos y personas de diferentes razas. El incidente llamó la atención sobre la más que plausible posibilidad de que ocurrieran muchos incidentes similares en los Estados Unidos sin pruebas en vídeo.

### Legislación
En 2018, el asambleísta Félix W. Ortiz propuso por primera vez una legislación en la Asamblea del Estado de Nueva York para que se considerara el informar falsamente (a la policía) de incidentes criminales contra grupos protegidos de personas por su raza, género o religión, como un crimen de odio. Los infractores podrían cumplir tiempo en prisión "si la motivación para denunciar ese delito está impulsada por una percepción o creencia sobre su raza, color, origen nacional, ascendencia, género, religión, práctica religiosa, edad, discapacidad u orientación sexual". El proyecto de ley fue reintroducido en la Asamblea por Ortiz con cuatro copatrocinadores y en el Senado del estado de Nueva York por el senador Brian Benjamin en mayo de 2020 tras el incidente de Central Park, y recibió apoyo por parte de los que han protestado por la muerte de George Floyd.[cita requerida] Posteriormente, recibió el apoyo del gobernador Andrew Cuomo como parte de un paquete de propuestas de reforma policial para la sesión legislativa de Nueva York de 2020, y la ley fue promulgada en junio del mismo año.

## Procedimientos legales
Durante la semana del incidente, la Comisión de derechos humanos de la ciudad de Nueva York abrió una investigación sobre el hecho y envió una carta a Amy Cooper para solicitar su cooperación. La comisión ostentaba y ostenta el poder de multar a los infractores de la ley, otorgar compensaciones financieras a las víctimas, ordenar capacitación sobre la Ley de derechos humanos de la ciudad de Nueva York o determinar como expiación correctiva el servicio comunitario. La Asociación cívica de Central Park le pidió al alcalde de la ciudad de Nueva York, Bill de Blasio, que prohibiera a Amy Cooper el acceso al parque.[cita requerida]
El 6 de julio de 2020, el Fiscal de Distrito de Manhattan anunció que a Amy Cooper se le había enviado orden de comparecencia (una orden para comparecer en el Tribunal Penal de la Ciudad de Nueva York) acusada de presentar un informe policial falso, un delito menor con una pena máxima de hasta a un año en la cárcel; sentencias menores podrían incluir servicio comunitario o asesoramiento. La lectura de cargos está programada para el 14 de octubre de 2020. El fiscal de distrito de Manhattan, Cyrus Vance Jr., dijo en un comunicado "Estamos firmemente comprometidos en responsabilizar a los comisores de tal conducta".